# شهرستان بیژبولیاکسکی
شهرستان بیژبولیاکسکی (به لاتین: Bizhbulyaksky District) یک شهرستان در روسیه است که در باشقیرستان واقع شده‌است.